# Сент-Аньян (Тарн)
Сент-Анья́н (фр. Saint-Agnan, окс. Sanch Inhan) — коммуна во Франции, находится в регионе Юг — Пиренеи. Департамент — Тарн. Входит в состав кантона Лавор. Округ коммуны — Кастр.
Код INSEE коммуны — 81236.

## География

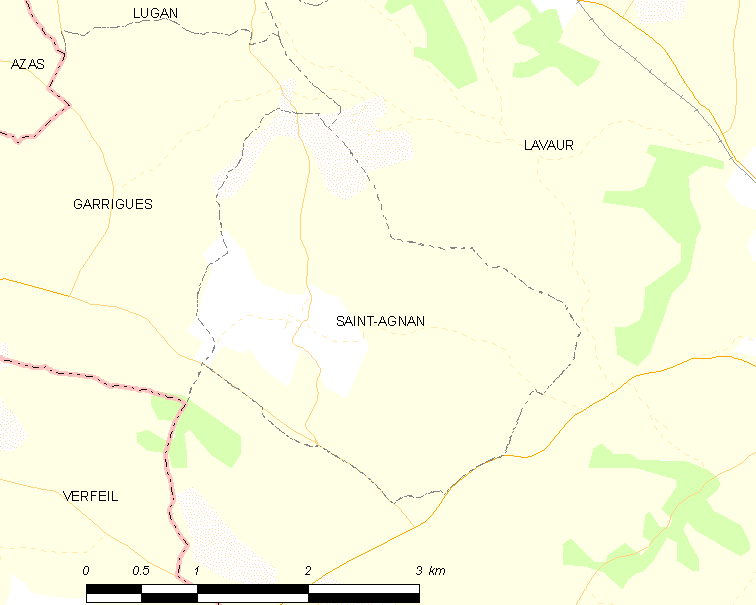
Карта коммуны

Коммуна расположена приблизительно в 580 км к югу от Парижа, в 26 км северо-восточнее Тулузы, в 45 км к юго-западу от Альби.

## Климат
Климат умеренно-океанический. Зима мягкая и дождливая, лето жаркое с частыми грозами. Ветры довольно редки.

## Население
Население коммуны на 2010 год составляло 226 человек.
| 1962 | 1968 | 1975 | 1982 | 1990 | 1999 | 2010 |
| ---- | ---- | ---- | ---- | ---- | ---- | ---- |
| 147  | 116  | 104  | 86   | 112  | 161  | 226  |

## Экономика
В 2007 году среди 137 человек в трудоспособном возрасте (15—64 лет) 109 были экономически активными, 28 — неактивными (показатель активности — 79,6 %, в 1999 году было 78,6 %). Из 109 активных работали 98 человек (54 мужчины и 44 женщины), безработных было 11 (3 мужчин и 8 женщин). Среди 28 неактивных 8 человек были учениками или студентами, 9 — пенсионерами, 11 были неактивными по другим причинам.